# 達拉斯縣 (密蘇里州)
達拉斯縣（英語：Dallas County）是位於美国密蘇里州西南部的一個縣，面積1,406平方公里，根據2020年美國人口普查，共有人口17,071人。縣治布法羅（Buffalo）。該縣成立於1841年1月29日，縣名紀念第十一任美国副总统喬治·M·達拉斯。
1844年前名為「奈安瓜郡」（Niangua County）。